# Kharis
Kharis è un personaggio fittizio rappresentato in alcuni film della saga della mummia della Universal Pictures e in un film della Hammer Film Productions, a cavallo tra gli anni quaranta e cinquanta.

## Film in cui compare
1. The Mummy's Hand (1940), interpretato da Tom Tyler
2. The Mummy's Tomb (1942), interpretato da Lon Chaney jr.
3. The Mummy's Ghost (1944), interpretato da Lon Chaney jr.
4. The Mummy's Curse (1944), interpretato da Lon Chaney jr.
5. La mummia (1959), interpretato da Christopher Lee